# Pooh Shiesty
Pooh Shiesty (ur. 8 listopada 1999 w Memphis jako Lontrell Williams) – amerykański raper.

## Notowania
| Albumy | Albumy                                              | Albumy                      | Albumy                      | Albumy                      |
| Rok    | Tytuł                                               | Najwyższa pozycja na liście | Najwyższa pozycja na liście | Najwyższa pozycja na liście |
| Rok    | Tytuł                                               | CAN                         | CAN                         | US                          |
| ------ | --------------------------------------------------- | --------------------------- | --------------------------- | --------------------------- |
| 2021   | Shiesty Season                                      | 31                          | 31                          | 3                           |
| Single |                                                     |                             |                             |                             |
| Rok    | Tytuł                                               | Najwyższa pozycja na liście | Najwyższa pozycja na liście | Najwyższa pozycja na liście |
| Rok    | Tytuł                                               | CAN                         | CAN                         | US                          |
| 2021   | Back in Blood (gościnnie: Lil Durk)                 | –                           | 6                           | 6                           |
| 2021   | Beat Box (występ gościnny)                          | –                           | 24                          | 24                          |
| 2021   | Big Purr (Prrdd) (wspólnie z Coi Leray)             | –                           | 69                          | 69                          |
| 2021   | Box of Churches (gościnnie: 21 Savage)              | –                           | 81                          | 81                          |
| 2021   | Neighbors (gościnnie: Big30)                        | –                           | 51                          | 51                          |
| 2021   | Should've Ducked (występ gościnny)                  | –                           | 19                          | 19                          |
| 2021   | SUVs (Black on Black) (wspólnie z Jackiem Harlowem) | 46                          | 67                          | 67                          |

## Certyfikaty sprzedaży
| Złote plyty     | Złote plyty | Złote plyty                                         |
| Singel          | Rok         | Tytuł                                               |
| --------------- | ----------- | --------------------------------------------------- |
| Singel          | 2019        | Satellites                                          |
| Singel          | 2021        | Twerksum                                            |
| Singel          | 2022        | Guard Up                                            |
| Singel          | 2022        | Main Slime                                          |
| Singel          | 2022        | See Red                                             |
| Singel          | 2022        | Switch It Up (gościnnie: G Herbo)                   |
| Singel          | 2022        | Ugly (gościnnie: Gucci Mane)                        |
| Singel          | 2023        | Box of Churches (gościnnie: 21 Savage)              |
| Platynowe płyty |             |                                                     |
| Album           | Rok         | Tytuł                                               |
| Album           | 2022        | Shiesty Season                                      |
| Singel          | 2021        | Monday to Sunday (gościnnie: Big30 i Lil Baby)      |
| Singel          | 2022        | 7.62 God                                            |
| Singel          | 2022        | Neighbors (gościnnie: Big30)                        |
| Singel          | 2023        | Back in Blood (pięciokrotnie; gościnnie: Lil Durk)  |
| Singel          | 2025        | SUVs (Black on Black) (wspólnie z Jackiem Harlowem) |
| Źródło:         |             |                                                     |